# 새브리나 로이드
새브리나 로이드(Sabrina Lloyd, 1970년 11월 20일 ~ )는 미국의 배우이다.

## 출연 작품

### 드라마
- 넘버스